# 우리를 침범하는 것들
《우리를 침범하는 것들》(영어: Trespass Against Us)은 2016년 영국과 미국 합작의 범죄 드라마 영화이다. 애덤 스미스 감독이 연출하고, 마이클 패스벤더, 브렌던 글리슨, 린지 마셜, 킬리언 스콧, 숀 해리스가 출연하였다.

## 줄거리
글로스터셔주. 대를 이은 범죄자 가문 소속인 주인공은 범죄 세계에서 손을 씻고 나와 아이들만큼은 다른 삶을 살게 해주려고 하지만 이를 배신으로 간주한 아버지는 그렇게 내버려두지 않는다.

## 출연
- 마이클 패스벤더 - 채드 커틀러 역
- 브랜던 글리슨 - 콜비 커틀러 역
- 린지 마셜 - 켈리 커틀러 역
- 조지 스미스 - 타이슨 역
- 로리 키니어 - 러배지 순경 역
- 킬리언 스콧 - 케니 역
- 숀 해리스 - 고든 베넷 역
- 킹즐리 벤어디어 - 샘프슨 역
- 제라드 컨스 - 레스터 역
- 배리 키오건 - 윈도우스 역
- 토니 웨이 - 노먼 역
- 에즈라 칸 - 저메일 역
- 앨런 윌리엄스 - 노아 역
- 피터 와이트 - 개주인 역
- 빌리 쿡 - 포키츠 역
- 폴 블랙웰 - 경관 역